# Arinos
Arinos – miasto i gmina w Brazylii, w stanie Minas Gerais. Arinos jest położony na zachód od Dystryktu Federalnego nad rzeką Urucuia, głównym dopływem São Francisco. Miasto jest oddalone o 333 km od Brasílii.